# Stenotarsus purpuratus
Stenotarsus purpuratus es una especie de coleóptero de la familia Endomychidae.

## Distribución geográfica
Habita en Colombia, Perú, Bolivia y  Ecuador.